# 神州天馬侠 (1958年の映画)
『神州天馬侠』 (しんしゅうてんまきょう) は、1958年公開の日本映画。監督：大西秀明、配給：東映。モノクロ、シネマスコープ、53分。

## 出演
オープニングクレジット順。
- 巽小文治：里見浩太朗
- 武田伊那丸：沢村精四郎
- 鞍馬の竹童：植木基晴
- 木隠竜太郎：尾上鯉之助
- 美登利：高島淳子
- 咲耶子：円山栄子
- 果心居士：薄田研二
- 小幡民部：小柴幹治
- 和田呂宋兵ヱ：吉田義夫
- 徳川家康：柳永二郎
- 加賀美忍剣：五味勝之介
- 根來小角：中村歌之介
- 黒木弾左ヱ門：百々木直
- 坂部十郎太：仁礼功太郎
- 武田勝頼：立松晃
- 穴山梅雪：瀬川路三郎
- 丹羽昌仙：堀正夫
- 猿太：冨久井一朗
- 星川玄蕃：國一太郎
- 滝之内右兵ヱ：遠山恭二
- 北條氏政：古石孝明
- 若侍：山城新伍
- 梅雪の家臣：末廣憲次
- 轟伝内：小田部通麿

## スタッフ
オープニングクレジット順。
- 企画：田口直也
神戸由美
- 原作：吉川英治（ポプラ社）
- 脚本：結束信二
- 撮影：藤井晴実
- 照明：福田晃市
- 録音：墨関治
- 美術：角井博
- 編集：宮本信太郎
- 音楽：高橋半
- 進行主任：橋本慶一
- 装置：御館進
- 背景：安井駿太郎
- 装飾：川本宗春
- 記錄：川島庸子
- 衣裳：三上剛
- 美粧：林政信
- 結髪：小林麗子
- スチール：鈴木一成
- 擬斗：足立伶二郎
- 助監督：龍伸之介
- 撮影助手：鷲尾元也
- 照明助手：小林康信
- 録音助手：鳴坂武美
- 美術助手：村山鎮雄
- 特技：大橋史典
- 編集助手：細谷修三
- 演技事務：伊駒実麿
- 進行：日下部五朗

## 同時上映
- 『希望の乙女』